# 36e Europese Filmprijzen
De 36e uitreiking van de Europese filmprijzen (European Film Awards) waarbij prijzen werden uitgereikt in verschillende categorieën voor Europese films vond plaats op 9 december 2023 in Berlijn. Grote winnaar was Anatomie d'une chute (Anatomy of a Fall) van Justine Triet met de prijs voor beste film, beste regie, beste scenario, beste actrice en beste montage.

## Winnaars en genomineerden
| Beste film | Beste debuutfilm (European Discovery - Prix FIPRESCI) |
| --- | --- |
| - Anatomie d'une chute - Io capitano - Kuolleet lehdet (Fallen Leaves) - The Zone of Interest - Zielona granica (Green Border)                                                          | - Molly Manning Walker — How to Have Sex - Estibaliz Urresola Solaguren — 20.000 especies de abejas - Philip Sotnychenko — La Palisiada - Juraj Lerotić — Sigurno mjesto - Malene Choi — Stille Liv - Stéphan Castang — Vincent doit mourir                                |
| Beste regisseur | Beste scenario |
| - Justine Triet — Anatomie d'une chute - Aki Kaurismäki — Kuolleet lehdet - Agnieszka Holland — Zielona granica - Matteo Garrone — Io capitano - Jonathan Glazer — The Zone of Interest | - Arthur Harari & Justine Triet — Anatomie d'une chute - Aki Kaurismäki — Kuolleet lehdet - Agnieszka Holland, Gabriela Łazarkiewicz-Sieczko & Maciej Pisuk — Zielona granica - İlker Çatak & Johannes Duncker — Das Lehrerzimmer - Jonathan Glazer — The Zone of Interest |
| Beste acteur | Beste actrice |
| - Mads Mikkelsen — Bastarden - Thomas Schubert — Roter Himmel - Jussi Vatanen — Kuolleet lehdet - Josh O'Connor — La chimera - Christian Friedel — The Zone of Interest                 | - Sandra Hüller — Anatomie d'une chute - Eka Chavleishvili — Blackbird Blackbird Blackberry - Alma Pöysti — Kuolleet lehdet - Mia McKenna-Bruce — How to Have Sex - Leonie Benesch — Das Lehrerzimmer - Sandra Hüller — The Zone of Interest                               |
| Beste cinematografie | Beste montage |
| - Rasmus Videbæk — Bastarden | - Laurent Sénéchal — Anatomie d'une chute |
| Beste productieontwerp | Beste kostuums |
| - Emita Frigato — La chimera | - Kicki Ilander — Bastarden |
| Beste make-up | Beste filmmuziek |
| - Ana López-Puigcerve, Belén López-Puigcerver, David Martí & Montse Ribé — La sociedad de la nieve                                                                                      | - Markus Binder — Club Zero |
| Beste geluid | Beste visuele effecten |
| - Johnnie Burn & Tarn Willers — The Zone of Interest | - Félix Bergés & Laura Pedro — La sociedad de la nieve |
| Beste documentaire | Beste animatiefilm |
| - Savvusanna sõsarad (Smoke Sauna Sisterhood) - Apolonia, Apolonia - Les Filles d'Olfa - Sur l’Adamant - Motherland                                                                     | - Robot Dreams - The Amazing Maurice - Linda veut du poulet! - A Greyhound of a Girl - Müanyag égbolt (White Plastic Sky) |
| Beste korte film | |
| - Hardly Working - 27 - Aqueronte - La herida luminosa - Flores del otro patio | |

### Publieksprijzen
Op 5 oktober 2023 werden de genomineerden voor de European University Film Award (EUFA) bekend gemaakt. De genomineerde films werden bekeken en besproken op 25 universiteiten in 25 landen en elke instelling selecteerde zijn favoriete film. Begin december zal een studentenvertegenwoordiger van elke universiteit een driedaagse deliberatiebijeenkomst in Hamburg bijwonen om de uiteindelijke winnaar te bepalen. De winnaar wordt vervolgens op 7 december bekendgemaakt.
| European University Film Award (EUFA)                                                                                                 |  |
| --- |  |
| - Anatomie d'une chute - Das Lehrerzimmer - Domakinstvo za pocetnici (Housekeeping for Beginners) - How to Have Sex - Zielona granica |  |